# Oratorio degli Angeli Custodi
L'oratorio degli Angeli Custodi è una chiesa di Lucca.
Eretto nel 1638 su disegno dell'architetto Vincenzo Paoli, il suo interno, a navata unica con volta a botte, presenta una organica decorazione ad affreschi e stucchi includenti tele, realizzati tra la seconda metà del Seicento e gli inizi del Settecento. I temi delle otto tele - opera di Girolamo Scaglia, Matteo Boselli, Antonio Franchi, F. Dinelli, Pier Filippo Mannucci - che si susseguono lungo le pareti sono tutti connessi al culto degli angeli. Gli affreschi della zona presbiteriale si devono a Giovanni Domenico Lombardi.

## Storia
Grazie ad alcune donazioni, il lucchese Bonaventura Guasparrini acquistò l’immobile dietro la chiesa di San Simone e Giuda da adibire a sede stabile per la congregazione da lui fondata nel 1627. Con una spesa di 6000 scudi fu costruito quindi l’edificio su progetto di Vincenzo Paoli.
La prima pietra venne posta il 13 aprile del 1638 e già il 1 ottobre vi fu celebrata la prima messa. I lavori vennero completati entro l’ottobre dell’anno successivo e da quel momento l’oratorio risulta utilizzato con regolarità.
«BONAVENTURA GASPARINI FONDATOR 1638» è infatti l’iscrizione posta sul piedistallo del busto di Bonaventura, ‘svelato’ da due angeli all’interno di una nicchia secondo una ‘sceneggiatura’ tipicamente barocca, messa in atto, probabilmente, dallo scultore carrarese Giovanni Lazzoni. Il fondatore, che nel morì nel 1659, trovò poi sepoltura davanti all’altare dell’Oratorio.
Nel 1808, in periodo napoleonico, la congregazione venne soppressa, come molti altri istituti religiosi lucchesi, e l’oratorio venne riaperto al culto solo nell’aprile del 1814.
Utilizzato per lo svolgimento dei servizi religiosi del Ricovero Artigianelli, istituito nel 1914 per fornire un’educazione morale e civile ai ragazzi cresciuti in situazioni disagiate, l’Oratorio svolge poi la funzione di auditorium dell’Istituto Musicale Diocesano Raffaello Baralli e giunge in uno stato di conservazione precario ma non drammatico agli inizi del nostro secolo. Fu restaurato grazie alla Fondazione Cassa di Risparmio di Lucca a partire dal 2017 e riaperto al pubblico nel 2020.
L'oratorio è accessibile gratuitamente al pubblico nei fine settimana.

## L'esterno
L’edificio presenta un fronte molto semplice, sormontato da un timpano e da una copertura a capanna. La facciata, costituita da una spartana parete intonacata, si prolunga leggermente sul suo lato sinistro, dove è collocato il portale d’ingresso. Delimitato da una lineare cornice in pietra, era sormontato, fino a qualche decennio fa, da un grande affresco, unico elemento che segnalava la presenza dell’Oratorio. Nel dipinto, oggi all’interno, un Angelo custode, etereo nelle vesti mosse dal vento e coi piedi leggermente sollevati dal suolo, indica a un fanciullo, tenuto per mano, la via della salvezza, proponendosi come guida e protettore, intermediario con Dio.

## La decorazione pittorica
Sebbene concepito con attento equilibrio, l’apparato pittorico dell’Oratorio risponde è un esempio ‘da manuale’ di sfarzosa decorazione barocca e si presenta come un caso unico nel contesto lucchese. Il progetto decorativo è stato concepito grazie all’intervento del pittore Giovanni Domenico Lombardi (1682-1751).
Protagonista del Settecento lucchese, Lombardi ideò un complesso sistema di rimandi decorativi e iconografici verosimilmente intorno al secondo decennio del Settecento, alla’apice della sua carriera. Alla fine del Settecento, infatti, gli veniva attribuita la «pittura del coretto sopra l’altar maggiore», ma non c’è ragione di dubitare che tutto l’impianto, quanto mai coerente, appartenga a una medesima mano, che intervenne a sostituire le decorazioni seicentesche di Matteo Boselli e del Fondagna.
Nell’Oratorio raggiunge armonia e coerenza proponendo tonalità nitide e luminose che sottolineano la maestosità ed esaltano i dettagli. Nell’area del presbiterio, ‘incorniciata’ da un piccolo coro in legno intagliato e dipinto, propone un sottile gioco prospettico composto da piani sfalsati che vanno dall’arco trionfale alla parete di fondo, arrivando al culmine della solennità.
Al centro dell’arco, una statua lignea pitturata ad imitazione del marmo è custodita in una nicchia dove l’Angelo è svelato alla vista da una coppia di grandi angeli, riprodotti illusionisticamente dal pittore. Sul cornicione le due finte statue di angeli oranti sono affiancate da putti con un festone floreale, realizzati parzialmente in stucco. L’illusione pittorica si intreccia con realizzazioni materiali, in un’alternanza tra finzione e realtà che disorienta e stordisce i sensi dello spettatore.
Un’atmosfera che incontriamo anche nella parete di fondo dell’oratorio, con la Madonna col Bambino che compare tra le nubi o sulle pareti della tribuna dove, all’interno di ovati monocromi, il pittore ha inserito le Virtù.
Sicuramente più tarde le decorazioni della controfacciata, dove si stagliano, in corrispondenza della cantoria e del suo organo ottocentesco, una serie di stemmi legati da racemi vegetali, volute, mascheroni e pendane di frutta e fiori, appartenenti alle numerose famiglie che tra Sette e Ottocento supportarono l’attività della Congregazione.
La decorazione delle pareti è per lo più funzionale ad armonizzare col contesto le nove tele dedicate ad altrettanti episodi della storia biblica in cui l’intervento degli angeli svolge un ruolo decisivo.

### Le Tele
Entrando, sotto la cantoria, il quadro con l’Ultima Cena, di autore ignoto, è circondato da finte cartelle marmoree con figure di angeli che mostrano gli strumenti della Passione. Le pareti laterali ospitano un ciclo di tele, realizzato durante la seconda metà del Seicento, che propone un percorso narrativo di avvicinamento all’altare marmoreo, centro della liturgia e fulcro visivo della decorazione, che fino a qualche decennio fa ospitava un dipinto ovale eseguito da Pietro de' Servi (1830-1907), padre del più celebre Luigi, raffigurante il Sacro Cuore di Gesù e di Maria.
Sopra l’altare è tuttora in loco l’ottocentesco crocifisso ligneo con raggi dorati, mentre sul paliotto sotto la mensa dell’altare emerge il tondo su tavola raffigurante l’Angelo custode, ‘nume tutelare’ della Congregazione.
Incontriamo dunque un San Girolamo ha la visione dell’Apocalisse, di anonimo pittore del Seicento, lo splendido Agar e l’angelo (1660) di Girolamo Scaglia (1620 ca.-1686), L’Angelo Custode raccomanda un bambino alla Sacra Famiglia (1704) di Filippo Dinelli, Gli angeli affidano i fanciulli alla protezione del Volto Santo (prima del 1657) di Matteo Boselli (1593-1668 ca.) e i colori accesi del San Michele Arcangelo abbatte il demonio dipinto nel 1661 da Pier Filippo Mannucci (1601-1669).
Altra bellissima prova dello Scaglia è La scala di Giacobbe del 1679, mentre i due dipinti più prossimi all’altare sono due tele del 1664 realizzate dal celebre ritrattista alla corte medicea Antonio Franchi (1638-1709): Il Trionfo della Chiesa del 1664 e Cristo servito dagli Angeli.